# 超人的シェアハウスストーリー『カリスマ』
「超人的シェアハウスストーリー『カリスマ』」（ちょうじんてきシェアハウスストーリー カリスマ）は、キングレコードの内部レーベルEVIL LINE RECORDSとDazed CO.,LTD.が手がける二次元キャラクタープロジェクト。楽曲とYouTubeでのドラマ配信がメインコンテンツとなっている。

## 概要
2021年8月7日、プロジェクトが2021年秋に始動することが公式Twitterにて発表され、ティザームービーが公開された。
2021年9月8日、キービジュアルと本サイト、ティザームービーの第2弾が公開された。
2021年10月4日、YouTubeでのドラマ配信開始。以降、毎週月・木曜日の正午に最新話が更新されていたが、2022年8月4日に更新された#74をもって1stシーズンが終了。そして2023年4月6日より2ndシーズンがスタートし、2024年2月15日に更新された#107をもって2ndシーズンが終了した。
七人のカリスマ名義で発表されている、外国民謡やクラシック音楽のアレンジを中心とした楽曲は、そのキャッチーさとシュールさで話題を呼んでおり、初の楽曲「めちゃめちゃカリスマ」のミュージック・ビデオは、2024年11月14日時点で528万回再生を突破している。

## あらすじ
「カリスマハウス」で同居しながら己のカリスマ性と向き合う、個性的な7人の「カリスマ」たちが主人公の物語である。
ドラマはひとつ屋根の下で暮らす性、反発、服従、正邪、秩序、内罰、自愛のカリスマという個性的な登場人物たちの日常的な会話が中心で、基本的に1話完結である。
ドラマのストーリー進行に合わせて、登場人物たちはそれぞれ「カリスマチャージ」を積み重ねていき、100%になると「カリスマブレイク」を起こす。
2ndシーズンからは、カリスマチャージに新たな要素が追加された他、新キャラクターでありカリスマの敵対組織である、謎多き研究所の博士である中神総右衛門やその助手である虎姫から逃げるという展開が主なストーリーであり、それらを通じてカリスマの過去や内に秘めている悩み等が徐々に明らかになってきている。

## 登場人物
伊藤 ふみや（いとう ふみや）
声 - 小野友樹
正邪のカリスマ。イメージカラーはオレンジ。住人たちをカリスマハウスに集めた張本人であり、カリスマハウスでは推定最年少の、飄々とした謎の多い青年。一般的な倫理観から逸脱した言動が目立つが、同居人たちを思いやる心も持ち合わせているようだ。スイーツ好きの甘党で、行きつけの店がある。一人称は「俺」。
また、7人のうちカリスマブレイクを起こしたのが最も遅く、1stシーズン終盤の#73「伊藤ふみや」にてようやくカリスマブレイク（ブレイク曲「When The Charisma Go Marching In」）を果たした。2ndシーズンではラップバトルブレイクを果たし、ブレイク曲「Charisma Battle Anthem feat. 六人のカリスマ」が発表された。
年齢：19歳 / 誕生日：4月28日 / 血液型：B型 / 身長：175 cm / 体重：68 kg / 部屋番号：206

草薙 理解（くさなぎ りかい）
声 - 山中真尋
秩序のカリスマ。イメージカラーはグレー。他の住人たちの一挙一動を常に見張っており、自分の行いの正しさに絶対の自信がある。昔飼っていたペットの名前は「ジャスティス」「モラル」。一人称は「私」、「理解お兄さん」、「理解」。
#27「ふしだらの与一」で作品初のカリスマブレイクを果たし、それに伴い新ビジュアル、1stブレイク曲「秩序宣言」が発表された。2ndシーズンでは魔法使いブレイクを果たし、ブレイク曲「MAGICAL秩序☆リカピュア！」が発表された。
年齢：25歳 / 誕生日：2月11日 / 血液型：B型 / 身長：178 cm / 体重：60 kg / 部屋番号：101

本橋 依央利（もとはし いおり）
声 - 福原かつみ
服従のカリスマ。イメージカラーは緑。カリスマハウスの家事全般を担っており、依央利が無条件で相手の要求に従うという内容の「奴隷契約」を自ら他の住人たちと結んでいる。慧とは幼馴染。一人称は「僕」「奴隷」。1stシーズンでのカリスマブレイク曲は「命短し尽くせよ奴隷」。2ndシーズンでは心中ブレイクを果たし、ブレイク曲「独り奉死」が発表された。
年齢：23歳 / 誕生日：10月9日 / 血液型：B型 / 身長：169 cm / 体重：53 kg / 部屋番号：103

猿川 慧（さるかわ けい）
声 - 細田健太
反発のカリスマ。イメージカラーはピンク。命令や指図されることを嫌い、言われたこと全てに反発する。しかし、その性質を逆手に取られ利用されてしまうこともしばしば。依央利とは幼馴染。一人称は「俺」。1stシーズンでのカリスマブレイク曲は「LONE WOLF」。2ndシーズンではツッパリブレイクを果たし、ブレイク曲「ツッパれ！生涯反発」が発表された。
年齢：22歳 / 誕生日：5月31日 / 血液型：O型 / 身長：166 cm / 体重：53 kg / 部屋番号：104

湊 大瀬（みなと おおせ）
声 - 日向朔公
内罰のカリスマ。イメージカラーは水色。ネガティブで自己評価が極端に低く、ことあるごとに死のうとしてしまう。部屋からあまり出てこない。頭にビニール袋を被っていることもある。自室でトカゲを飼っていて逃亡の際に共に逃げるなどした。一人称は「僕」「自分」「クソ吉」。
自身で絵をかいたり、アクセサリーを作ったりするなど芸術的センスが高く、その腕前はテラが自社の名刺を渡したほどである。1stシーズンでのカリスマブレイク曲は「雪解」。2ndシーズンではHELLブレイクを果たし、ブレイク曲「Hell lazy, Psychology.」が発表された。
年齢：21歳 / 誕生日：6月14日 / 血液型：A型 / 身長：169 cm / 体重：57 kg / 部屋番号：203

テラ
声 - 大河元気
自愛のカリスマ。イメージカラーは黄色。自分が好きすぎるあまり、鏡に映る自分から目が離せなくなったり、鼻血を出してしまったりすることがある。他の何よりも自分を優先するが、慧の生い立ちや大瀬の才能にあたたかい言葉をかける優しい一面もある。一人称は「僕」、「テラくん」。1stシーズンでのカリスマブレイク曲は「LOVE MYSELF」。2ndシーズンでは夢の国ブレイクを果たし、ブレイク曲「夢の国で」が発表された。
年齢：不明 / 誕生日：8月13日 / 血液型：AB型 / 身長：177 cm / 体重：不明 / 部屋番号：201

天堂 天彦（てんどう あまひこ）
声 - 橋詰知久
性のカリスマ。イメージカラーは紫。「世界セクシー大使（ワールドセクシーアンバサダー）」を自称しており、性を芸術として追求している。カリスマハウスの中では推定最年長。低気圧の影響で股間が痛くなるという謎の症状を抱えている。
ポールダンスが得意で、丈の短いブルゾンやスリムパンツで体のラインを強調した服が多い。大型のアタッシェケースをもって海辺に持っている別荘に行くこともある。一人称は、「僕」「私」「天彦」。1stシーズンでのカリスマブレイク曲は「VIVA LA LIBERATION」。2ndシーズンではテクノブレイクを果たし、ブレイク曲「ムンラホルマオ」が発表された。
年齢：30歳 / 誕生日：12月6日 / 血液型：B型 / 身長：185 cm / 体重：72 kg / 部屋番号：204

中神 総右衛門（なかがみ そうえもん）
声 - 立花慎之介
外務省と国防省をまたぐ特殊機関の博士。資源問題を解決できる新エネルギーを求めてカリスマたちを追いかけている。七人のカリスマの「箱推し」を公言するなど、熱狂的ファンのような言動が見受けられる。年齢不詳。

虎姫 柊（とらひめ しゅう）
声 - 大野智敬
中神博士を慕う助手。
2ndシーズンの#77「白い部屋」で初登場。#91「入居者」にてイラストが、#105「あ～」にてフルネームが公開された。
年齢：不明 / 誕生日：1月19日

アジアのカリスマ（あじあのかりすま）
声 - 神谷浩史
天堂と草薙の目の前に突如現れた謎の人物(?)。7人のカリスマ達の”先輩”で、「レジェンドカリスマ」というカリスマ界トップの存在にあたる。訳あって「あまり時間がない」らしい。
性格は、ナイーブで心配性（自称）。姿形は不明で、人間なのかすら怪しい。移動の仕方が特殊。

## 楽曲

### 配信シングル
| #    | タイトル                         | 配信日         | 歌                              | 収録曲 | 備考                                                                      | リンク |
| ---- | -------------------------------- | -------------- | ------------------------------- | --- | ------------------------------------------------------------------------- | ------ |
| 1st  | めちゃめちゃカリスマ             | 2021年9月22日  | 七人のカリスマ                  | - めちゃめちゃカリスマ 作詞・作曲・編曲 - CHI-MEY (Containing cover of “Ta-Hu-Wa-Hu-Wai”) / MV監督 - スミス                                        |                                                                           | ▶︎      |
| 2nd  | カリスマ1週間                    | 2021年11月2日  | 七人のカリスマ                  | - カリスマ1週間 作詞 - OHTORA / 作曲 - OHTORA・New K / 編曲 - New K (Containing cover of “Неделька”) / MV監督 - スミス                             |                                                                           | ▶︎      |
| 3rd  | おつカリスマ!忘年会              | 2021年12月14日 | 七人のカリスマ                  | - おつカリスマ!忘年会 作詞 - 森めぐ / 作曲 - 山本"ぶち"真勇 / 編曲 - zukio（Containing cover of “Funiculì funiculà”） / MV監督 - スミス            |                                                                           | ▶︎      |
| 4th  | 秩序宣言                         | 2022年1月21日  | 草薙理解                        | - 秩序宣言 作詞・作曲・編曲 - 杉本善徳 / Sampling of “Pomp and Circumstance” / MV監督 - MAZICHI                                                    |                                                                           | ▶︎      |
| 5th  | LOVE MYSELF                      | 2022年2月25日  | テラ                            | - LOVE MYSELF 作詞 - Kanata Okajima / 作曲 - Kanata Okajima・ALYSA / 編曲 - ALYSA / MV監督 - MAZICHI                                               |                                                                           | ▶︎      |
| 6th  | 命短し尽くせよ奴隷               | 2022年3月25日  | 本橋依央利                      | - 命短し尽くせよ奴隷 作詞 - 森めぐ / 作曲 - 山本"ぶち"真勇 / 編曲 - zukio / MV監督 - 松永侑                                                        |                                                                           | ▶︎      |
| 7th  | LONE WOLF                        | 2022年4月29日  | 猿川慧                          | - LONE WOLF 作詞 - Yuta Kobayashi / 作曲・編曲 - PRAISE / MV監督 - MAZICHI                                                                         |                                                                           | ▶︎      |
| 8th  | VIVA LA LIBERATION               | 2022年5月27日  | 天堂天彦                        | - VIVA LA LIBERATION 作詞 - 岩里祐穂・月蝕會議 / 作曲・編曲 - 月蝕會議 / MV監督 - MAZICHI                                                          |                                                                           | ▶︎      |
| 9th  | 雪解                             | 2022年6月24日  | 湊大瀬                          | - 雪解 作詞・作曲・編曲 - Ryu (Ryu Matsuyama) / MV監督 - 松永侑                                                                                    |                                                                           | ▶︎      |
| 10th | When The Charisma Go Marching In | 2022年7月29日  | 伊藤ふみや                      | - When The Charisma Go Marching In 作詞 - Ma-Nu / 作曲 - Mori Zentaro・Ma-Nu / 編曲 - Mori Zentaro /MV監督 - 多田卓也                              |                                                                           | ▶︎      |
| 11th | カリスマピクニック               | 2023年3月15日  | 七人のカリスマ                  | - カリスマピクニック 作詞・作曲・編曲 - 月蝕會議 / Containing cover of “She'll Be Comin'Round the Mountain” / MV監督 - スミス                      |                                                                           | ▶︎      |
| 12th | Hell lazy, Psychology.           | 2023年4月28日  | 湊大瀬                          | - Hell lazy, Psychology. 作詞・作曲・編曲 - オメでたい頭でなにより                                                                                 |                                                                           | ▶︎      |
| 13th | ツッパれ！生涯反発               | 2023年6月2日   | 猿川慧                          | - ツッパれ！生涯反発 作詞 - 森めぐ / 作曲 - 山本"ぶち"真勇 / Containing cover of “男の勲章” / 編曲 - UC(999999999)                                 |                                                                           | ▶︎      |
| 14th | ムンラホルマオ                   | 2023年7月7日   | 天堂天彦                        | - ムンラホルマオ 作詞 - 岩里祐穂 / 作曲・編曲 - 月蝕會議                                                                                           |                                                                           | ▶︎      |
| 15th | Charisma Battle Anthem           | 2023年8月11日  | 伊藤ふみや feat. 六人のカリスマ | - Charisma Battle Anthem 作詞・作曲・編曲 - invisible manners（平山大介・福山 整）                                                                 |                                                                           | ▶︎      |
| 16th | カリスマ de ステージ             | 2023年8月30日  | カリスマ de ステージ            | - カリスマ de ステージ 作詞・作曲・編曲 - 月蝕會議（Containing cover of “Funiculì funiculà”）                                                      | 舞台『カリスマ de ステージ』 ～ようこそ!カリスマハウスへ～ テーマ曲。     |        |
| 17th | 夢の国で                         | 2023年11月3日  | テラ                            | - 夢の国で 作詞 - YADAKO / 作曲 - YADAKO・YUKI FUNAKOSHI / 編曲 - YUKI FUNAKOSHI                                                                   |                                                                           | ▶︎      |
| 18th | MAGICAL秩序☆リカピュア！         | 2023年12月8日  | 草薙理解                        | - MAGICAL秩序☆リカピュア！ 作詞 - 只野菜摘 / 作曲・編曲 - 馬瀬みさき                                                                               |                                                                           | ▶︎      |
| 19th | 独り奉死                         | 2024年1月19日  | 本橋依央利                      | - 独り奉死 作詞 - うらん / 作曲・編曲 - 設楽哲也                                                                                                   |                                                                           | ▶︎      |
| 20th | みんながカリスマ                 | 2024年2月16日  | 七人のカリスマ                  | - みんながカリスマ 作詞 - 松井五郎 / 作曲 - 馬飼野康二 / 編曲 - 月蝕會議                                                                           |                                                                           | ▶︎      |
| 21st | おかえりカリスマ                 | 2024年7月7日   | カリスマ de ステージ            | - おかえりカリスマ 作詞・作曲・編曲 - 月蝕會議 | 舞台『カリスマ de ステージ』 〜おかえり！カリスマハウス〜 テーマ曲。      |        |
| 22nd | カリスマ文化祭                   | 2024年11月9日  | カリスマ de ステージ            | - カリスマ文化祭 作詞・作曲・編曲 - 月蝕會議（Containing cover of “Ungarische Tanze No.5”）                                                        | 舞台『カリスマ de ステージ LIVE』 〜集まれ！カリスマ文化祭！〜 テーマ曲。 |        |
| 23rd | カリスマピザパーティー           | 2024年11月15日 | 七人のカリスマ                  | - カリスマピザパーティー 作詞 - 山崎徹・高木貴司 / 作曲 - 山崎徹・S.KAWAI / 編曲 - S.KAWAI（Containing cover of “Коробе́йники”）                    |                                                                           | ▶︎      |
| 24th | カリスマさびら                   | 2025年3月22日  | 七人のカリスマ                  | - カリスマさびら 作詞 - HIROKI・月蝕會議 / 作曲 - NAOTO・月蝕會議 / 編曲 - 月蝕會議（Containing cover of “ハイサイおじさん” 作詞・作曲：喜納昌吉） |                                                                           | ▶︎      |
| 25th | 神々の饗宴                       | 2025年3月26日  | カリスマ de ステージ            | - 神々の饗宴 作詞・作曲・編曲 - 月蝕會議 |                                                                           |        |
| 26th | とってもかりちゅま               | 2025年5月5日   | しちにんのかりちゅま            | - とってもかりちゅま 作詞・作曲・編曲 - 佐々木喫茶（Containing cover of “Battle Hymn of the Republic”）                                            |                                                                           | ▶︎      |
| 27th | カリスマ温泉郷                   | 2025年6月11日  | 七人のカリスマ                  | - カリスマ温泉郷 作詞・作曲・編曲 - MHRJ（Containing cover of “La Bamba” Containing cover of “Dolly’s Dreaming and Awakening”）                    |                                                                           | ▶︎      |
| 28th | FUJIYAMA CHARISMA                | 2025年7月9日   | 七人のカリスマ                  | - FUJIYAMA CHARISMA 作詞・作曲・編曲 - バックドロップシンデレラ（Containing cover of “From the New World”）                                        |                                                                           | ▶︎      |

### コラボ楽曲
| # | タイトル     | 配信日        | 歌                           | 収録曲                                                         | 備考 |
| - | ------------ | ------------- | ---------------------------- | -------------------------------------------------------------- | --- |
|   | 14人のオトナ | 2024年4月17日 | カリスマ × 月蝕會議 × 小林私 | - 14人のオトナ 作詞・作曲 - 月蝕會議・小林私 / 編曲 - 月蝕會議 | 2024年5月4日開催の音楽フェス「EVIL LINE RECORDS 10th Anniversary FES.“EVIL A LIVE” 2024」 で披露される楽曲であり、曲中で童謡「こいのぼり」が引用されている。 |

## イベント
『カリスマ』カリスマ声優大集合ステージ！
開催日：2021年11月6日（アニメイトガールズフェスティバル2021内）
出演者：小野友樹、山中真尋、福原かつみ、細田健太、日向朔公、大河元気、橋詰知久
カリスマ ワールド エキスポ
開催日：2022年10月30日（東京都・山野ホール）
出演者：七人のカリスマ声優（小野友樹、山中真尋、福原かつみ、細田健太、日向朔公、大河元気、橋詰知久）、月蝕會議（バックバンド）ほか
カリスマ声優ほぼ全員集合イベント～2023年もよろしくねスペシャル～
開催日：2023年2月5日
出演者：山中真尋、福原かつみ、細田健太、日向朔公、大河元気、橋詰知久
カリスマ声優全員集合スペシャル〜アニメジャパンからこんにちは編！〜
・DAY1
開催日：2023年3月25日（AnimeJapan2023、東京ビッグサイト東展示棟・EVIL LINE RECORDS/Dazedブース内）
出演者：山中真尋、福原かつみ、細田健太、日向朔公、大河元気、橋詰知久
ゲスト：立花慎之介、天崎滉平
DJ：DJ U-ICHI
・DAY2
開催日：2023年3月26日（AnimeJapan2023、東京ビッグサイト東展示棟・EVIL LINE RECORDS/Dazedブース内）
出演者：小野友樹、山中真尋、福原かつみ、細田健太、日向朔公、大河元気、橋詰知久
ゲスト：立花慎之介、野津山幸宏
DJ：DJ U-ICHI
祝2周年・カリスマサミット
開催日：2023年9月3日（片柳アリーナ）
出演者：小野友樹、山中真尋、福原かつみ、細田健太、日向朔公、橋詰知久、カリスマダンサー、月蝕會議
EVIL LINE RECORDS 10th Anniversary FES.“EVIL A LIVE” 2024
開催日：2024年5月4日（東京ガーデンシアター）
出演者：イヤホンズ、ODDLORE、月蝕會議、小林私、サイプレス上野とロベルト吉野、七人のカリスマ声優、高岩遼、Division Leaders from ヒプノシスマイク -Division Rap Battle-、特撮、ドレスコーズ、Bimi、ももいろクローバーZ
KING SUPER LIVE 2024 DAY2
開催日：2024年5月12日（Kアリーナ横浜）
出演者：愛美、蒼井翔太、angela、上坂すみれ、内田雄馬、岡咲美保、カノエラナ、saji、七人のカリスマ声優、高橋洋子、千葉翔也、ツルシマアンナ、七海ひろき、HACHI、ヒプノシスマイク-Division Rap Battle-3DCG LIVE From HYPED-UP 02、保志総一朗、堀江由衣、水樹奈々、水瀬いのり、宮野真守、森口博子、RISE
カリスマジャンボリーツアー
・大阪公演
開催日：2024年9月22日（NHK大阪ホール）
出演者：小野友樹、山中真尋、福原かつみ、細田健太、日向朔公、大河元気、橋詰知久、カリスマダンサー、月蝕會議
・東京公演
開催日：2024年9月28日、29日（日本工学院アリーナ）
出演者：小野友樹、山中真尋、福原かつみ、細田健太、日向朔公、大河元気、橋詰知久、カリスマダンサー、月蝕會議
Anime Japan 2025（KINGRECORDSブース）
・カリスマ声優ほぼ全員集合スペシャル in AnimeJapan2025 Day1
開催日：2025年3月22日
出演者：山中真尋、福原かつみ、細田健太、日向朔公、大河元気、橋詰知久
ゲスト：野津山幸宏
・カリスマ声優全員集合スペシャル in AnimeJapan2025 Day2
開催日：2025年3月23日
出演者：小野友樹、山中真尋、福原かつみ、細田健太、日向朔公、大河元気、橋詰知久
ゲスト：河西健吾

## 漫画
4コマ漫画のコミカライズが『カリスマ〜きょうもへいわです〜』のタイトルで、2023年1月24日発売の『デザート』（講談社）3月号より2024年12月23日発売の2025年2月号まで連載された。「伊藤ふみや、草薙理解、湊大瀬、テラ、天堂天彦、猿川慧、本橋依央利の7人の日常」が描かれる内容となっている。Dazed CO.,LTD.と松原秀が原作としてクレジットされ、萬田リンと入野イオリが作画を担当。
ストーリー漫画のコミカライズが『カリスマ〜カリスマな彼らはカリスマハウスで仮住まい中〜』のタイトルで、『コミックDAYS』（同社）にて2023年2月22日から同年12月27日まで連載された。Dazed CO.,LTD.と松原秀が原作としてクレジットされ、漫画は飛田漱が担当。

### 書誌情報
- Dazed CO.,LTD.（原作）・松原秀（原作）・飛田漱（漫画）『カリスマ〜カリスマな彼らはカリスマハウスで仮住まい中〜』講談社〈モーニングKC〉、全2巻
  1. 2023年9月20日発売[56]、ISBN 978-4-06-532690-9
    - CD付き限定版 同日発売[57]、ISBN 978-4-06-532691-6

  2. 2024年2月22日発売[58]、ISBN 978-4-06-534657-0
    - CD付き限定版 同日発売[59]、ISBN 978-4-06-534651-8
- Dazed CO.,LTD.（原作）・松原秀（原作）・萬田リン（漫画）・入野イオリ（漫画）『カリスマ〜きょうもへいわです〜』講談社〈KCデラックス〉、既刊1巻（2023年12月6日現在）
  1. 2023年12月6日発売[60]、ISBN 978-4-06-534101-8
    - CD付き限定版 同日発売[61]、ISBN 978-4-06-534050-9

## 舞台

### 舞台『カリスマ de ステージ』～ようこそ!カリスマハウスへ～
2023年3月30日から4月9日までMixalive TOKYO Theater Mixaにて上演され、同年8月30日には千秋楽公演の本編を収録したBlu-ray＆DVDが発売された。

#### キャスト（ようこそ!カリスマハウスへ）
- 伊藤ふみや - 坂下陽春
- 草薙理解 - 岩田知樹
- 本橋依央利 - 持田悠生
- 猿川慧 - 寶珠山駿
- 湊大瀬 - 露口祐斗
- テラ - 丸山和志
- 天堂天彦 - 田中涼星

#### スタッフ（ようこそ!カリスマハウスへ）
- 原作 - Dazed CO.,LTD. / 松原秀
- 脚本・演出 - 川尻恵太
- 音楽 - 月蝕會議
- 振付 - EBATO
- 美術 - 松生紘子
- 照明 - 大波多秀起 斉藤喜和
- 音響 - 遠藤宏志
- 映像 - ワタナベカズキ
- 衣裳 - ヨシダミホ
- ヘアメイク - 瀬戸口清香
- 特殊造形 - 林屋陽二
- 演出助手 - 佐藤優次
- 舞台監督 - 金子裕明
- 舞台監督協力 - 田中 翼
- 宣伝美術 - 岡垣吏紗
- デザイン - syla 幸脇亜矢子 向井田あやめ
- 宣伝写真 - 中村理生
- 票券 - Mitt
- 制作進行 - S-SIZE
- 主催 - 『カリスマ de ステージ』製作委員会

### 舞台『カリスマ de ステージ』～おかえり！カリスマハウス～
2024年6月28日から7月7日まで品川プリンスホテル ステラボールにて上演され、同年11月8日には千秋楽公演の本編を収録したBlu-ray＆DVDが発売された。

#### キャスト（おかえり！カリスマハウス）
- 伊藤ふみや - 京山陽春
- 草薙理解 - 岩田知樹
- 本橋依央利 - 持田悠生
- 猿川慧 - 寶珠山駿
- 湊大瀬 - 露口祐斗
- テラ - 丸山和志
- 天堂天彦 - 田中涼星　ほか

#### スタッフ（おかえり！カリスマハウス）
- 原作 - Dazed CO.,LTD. / 松原秀
- 脚本・総合演出 - 川尻恵太
- 演出 - 白鳥雄介
- 音楽 - 月蝕會議
- 主催 - 『カリスマ de ステージ』製作委員会

### 舞台『カリスマ de ステージ LIVE』～集まれ！カリスマ文化祭！～
2024年11月9日から13日まで東京ドームシティのIMM THEATERで上演され、2025年3月26日には千秋楽公演の本編を収録したBlu-rayが発売された。

#### キャスト（集まれ！カリスマ文化祭！）
- 伊藤ふみや - 京山陽春
- 草薙理解 - 岩田知樹
- 本橋依央利 - 持田悠生
- 猿川慧 - 寶珠山駿
- 湊大瀬 - 露口祐斗
- テラ - 丸山和志
- 天堂天彦 - 田中涼星

#### ゲスト（集まれ！カリスマ文化祭！）
- 声優のカリスマ - 大河元気・福原かつみ・橋詰知久・日向朔公
- 2.5次元のカリスマ - 荒牧慶彦

#### スタッフ（集まれ！カリスマ文化祭！）
- 原作 - Dazed CO.,LTD. / 松原秀
- 脚本・総合演出 - 川尻恵太（SUGARBOY）
- 音楽 - 月蝕會議
- 振付 - EBATO